# Ťapešovo
Ťapešovo este o comună slovacă, aflată în districtul Námestovo din regiunea Žilina. Localitatea se află la altitudinea de 670 m deasupra n.m., se întinde pe o suprafață de 6,72 km2 și în 2017 număra 717 locuitori. Se învecinează cu comuna Oravská Jasenica.

## Istoric
Localitatea Ťapešovo este atestată documentar din 1580.

## Demografie
| An:                | 1994 | 2004    | 2014    | 2024    |
| ------------------ | ---- | ------- | ------- | ------- |
| Număr de persoane: | 557  | 613     | 688     | 848     |
| Diferență:         |      | +10,05% | +12,23% | +23,25% |

| An:                | 2023 | 2024   |
| ------------------ | ---- | ------ |
| Număr de persoane: | 828  | 848    |
| Diferență:         |      | +2,41% |